# Dal'njaja
La Dal'njaja (in russo Дальняя?; fino al 1972 conosciuta come Tatibe, Татибе) è un fiume dell'Estremo oriente russo, affluente di destra della Bol'šaja Ussurka (bacino idrografico dell'Amur). Scorre nel Krasnoarmejskij rajon del Territorio del Litorale.
Il fiume ha origine sulle pendici occidentali del sistema montuoso Sichotė-Alin'; scorre in direzione nord-occidentale nel corso superiore, quindi gira a sud-ovest. Sfocia nella Bol'šaja Ussurka a 176 km dalla foce. La lunghezza del fiume è di 135 km, il bacino idrografico è di 2 950 km².
Il fiume scorre attraverso la taiga di montagna in un'area quasi disabitata. L'intero territorio del bacino è ricoperto da foreste. L'alveo del fiume è tortuoso e moderatamente ramificato.
L'insediamento di tipo urbano di Vostok è il centro abitato più grande toccato dal fiume.